# The El Caminos
The El Caminos és un grup de música surf japonès que es va formar l'any 1994.

## Història
The El Caminos va ser format al Japó per Eddie Ugata, una aficionat a la música surf de la dècada del 1960 i col·leccionista de guitarres vintage, a partir del que quedava del seu grup anterior. El nou projecte va debutar amb Knock 'Em Out l'any següent. Reverb Explosion! (1997) va ser el seu primer treball que es va publicar als EUA.
L'any 2006 es va publicar l'àlbum Beatrama amb el segell discogràfic Vivid Sound. El juny de 2016 The El Caminos va tocar al Surfer Joe Summer Festival de Liorna. També aquell any es va publicar l'àlbum recopilatori The Complete Sexcite Works que conté els seus àlbums, Knock 'Em Out i Surfers Lounge, ambdós publicats per Sexcite Records, i dos cançons extra. Aquell mateix any es va publicar un altre disc amb el segell Green Cookie Records. L'àlbum majoritàriament instrumental, titulat Behind the Surf, estava format per enregistraments inèdits, i incloïa cinc versions: «Gandy Dancer» de The Ventures, «Our Favorite Martian» de Bobby Fuller & the Fanatics, «Shock Wave» de Zorba & the Greeks, «Bikini Drag» de The Pyramids i «Rebel Rouser» de Duane Eddy. L'agost de 2017 va tocar al festival Tiki Oasis de San Diego.

## Discografia
| Títol                      | Discogràfica                     | Any  | Notes        |
| -------------------------- | -------------------------------- | ---- | ------------ |
| Knock 'Em Out              | Sexcite Records ALCA-5044        | 1995 |              |
| Surfers' Lounge            | Sexcite Records ALCA-5072        | 1996 | [ 14 ]       |
| Reverb Explosion!          | Del-Fi DFCD 71260                | 1997 |              |
| Beatrama                   | Del-Fi EFST-1006                 | 2006 |              |
| The Complete Sexcite Works | Clinck Records CRCD5077          | 2013 | recopilatori |
| Behind The Surf            | Green Cookie Records GC054/SE004 | 2016 |              |